# Caudina arenata
Caudina arenata är en sjögurkeart som först beskrevs av Gould 1841.  Caudina arenata ingår i släktet Caudina och familjen Caudinidae. Inga underarter finns listade i Catalogue of Life.